# 大園系統交流道
大園系統交流道為臺灣台61線連結國道二號甲線的交流道，位於桃園市大園區，台61線指標為29K、國道二號甲線指標為0K，預計2029年完工通車，完工後將可有效紓解大園產業園區與市道110號（民生路）的車流。